# 2 Willow Road

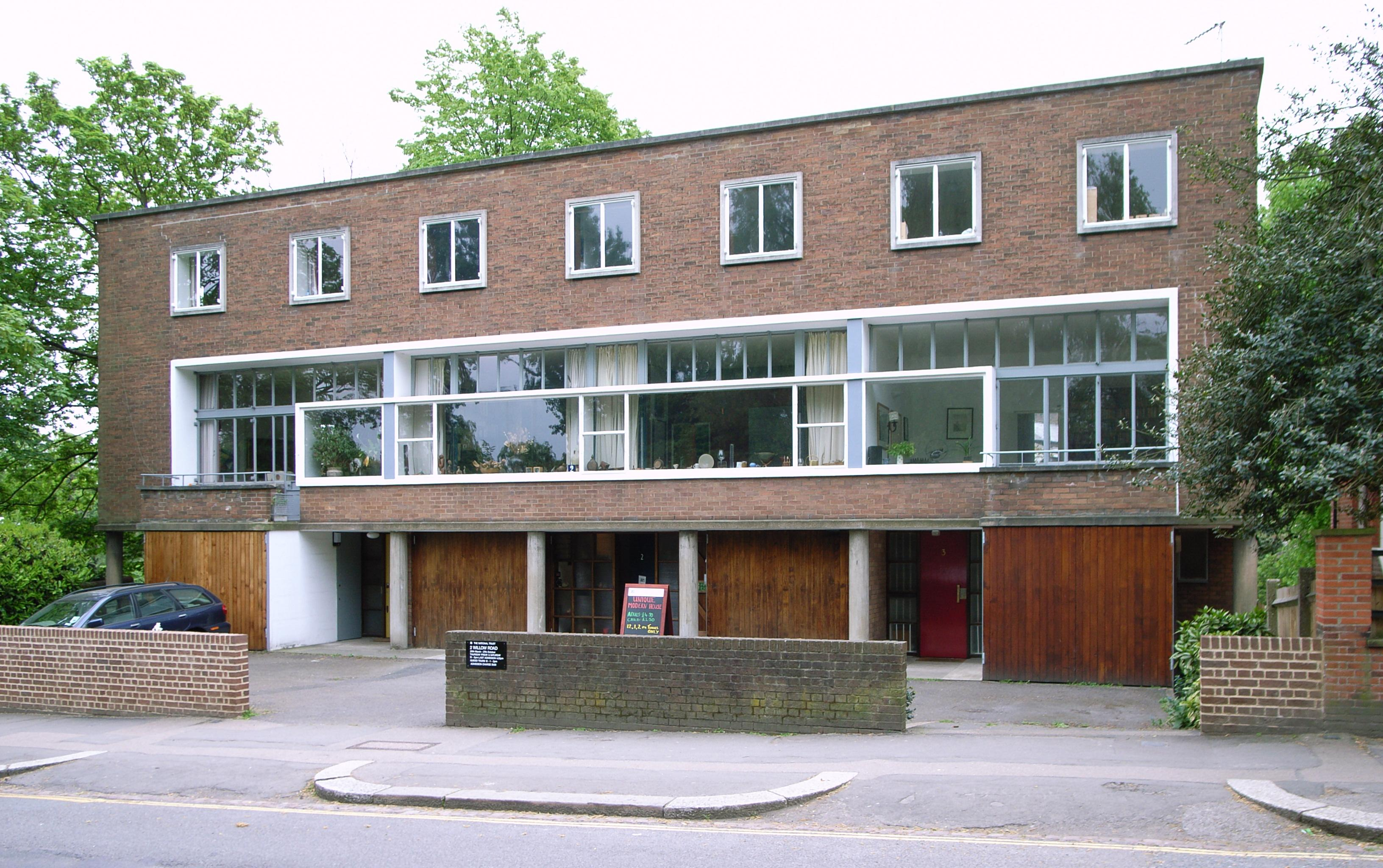
1–3 Willow Road

2 Willow Road ist der mittlere Teil des dreiteiligen Reihenhauses in der Willow Road in Hampstead, einem nördlichen Quartier von London. Das Haus südlich des Parks Hampstead Heath wurde nach einem Entwurf (1938) des Architekten Ernő Goldfinger erbaut. Seit 1995 gehört es der Gesellschaft The National Trust für Denkmalpflege an. Es gehört zu den ersten Bauten moderner Architektur, welche die National Trust aufnahm, obwohl der Bau des Hauses damals sehr umstritten war. In 2 Willow Road wohnte der Architekt Goldfinger zusammen mit seiner Familie bis zu seinem Tod im Jahr 1987; seine Frau wohnte noch bis zu ihrem Tod 1991 dort.
1–3 Willow Road wurde aus Beton errichtet und mit roten Ziegelsteinen verkleidet. Für den Bau dieser Häuser wurden eine Reihe von viktorianischen Backsteinhäusern abgerissen. Das löste Proteste bei den Anwohnern aus, zu denen auch der Schriftsteller Ian Fleming gehörte. Das Haus Nummer 2 hatte Goldfinger für sich und seine Familie entworfen; es ist das größte der drei Häuser und beinhaltet in seinem Kern auch eine spezielle Wendeltreppe des dänischen Ingenieurs Ove Arup. Die Fertigstellung der Häuser war kurz vor Ausbruch des Zweiten Weltkrieges; Goldfinger zog im September 1939 in das Haus Nr. 2 ein. Das Bauwerk wird von einem äußeren Betonskelett getragen und ist im Innenraum großzügig gestaltet. Goldfinger gestaltete auch einen Großteil der Möbel im Haus Nr. 2 selbst. Es enthält auch eine Kunstsammlung mit Werken von Bridget Riley, Marcel Duchamp, Henry Moore und Max Ernst.
Das Haus Nr. 2 ist heute zu besichtigen. In den Häusern Nummer 1 und 3 befinden sich private Wohnungen.